# Bem Posta
Bem Posta é uma comunidade quilombola localizada no município de Presidente Sarney (Maranhão). A comunidade fica localizada a 11 quilômetros da cidade. Possui 64 famílias, segundo a Comissão Pró-Índio de São Paulo.

## História
Segundo a Fundação Cultural Palmares, o primeiro passo para que os quilombolas alcançassem o direito à propriedade se deu no processo constituinte de 1988.
```
A mobilização popular do movimento negro garantiu que a Constituição Federal colocasse a questão na agenda dos debates políticos. O artigo 68 definiu que “aos remanescentes das comunidades dos quilombos que estejam ocupando suas terras é reconhecida a propriedade definitiva, devendo o Estado emitir-lhes os respectivos títulos”.
```

Foi dessa forma, através da luta por direitos dos quilombolas, ao longo de muitos anos, que a comunidade de Bem Posta conquista o reconhecimento e a titulação de sua terra como quilombola. A comunidade foi fundada em 1989.  Mas só em 2004, com o resgistro na Fundação Cultural Palmares, Bem Posta torna-se remanescente das comunidades de quilombos. Desta maneira, em 2011, após o registro feito pela Fundação Cultural dos Palmares, a comunidade de Bem Posta passa a ser chamada de União Dos Moradores Quilombolas de Bem Posta. Além disso, recebe a titulação de sua área de terra. Esta terra torna-se fundamental para subsistência desta comunidade.

## Economia
A economia da comunidade é baseada na agricultura, piscicultura e pecuária. 
- Agricultura

Na agricultura, as principais atividades envolvem a plantação de arroz, feijão, milho e mandioca, as quais sempre tiveram presente na cultura quilombola. Esses produtos são direcionados para manutenção econômica, gerando assim, parte da renda dos moradores desta comunidade. 
- Piscicultura

Com relação à piscicultura, essa atividade se desenvolve principalmente através da construção de açudes para criação de varias espécies de peixes. Dessa forma, assim como na agricultura, este também contribuem para o sustento dos quilombolas. 
- Pecuárea

E na pecuária, há um destaque para criação de bovinos. Esta prática, apesar rudimentar, representa uma boa porcentagem da renda dos moradores locais. Pois, o bovino quando pronto para venda é geralmente comercializado com pessoas de outras localidades, gerando assim, um fluxo de capital para esta comunidade. 
Vale ressaltar que, embora se tenha avançado em relação à conquista da titulação da terra, proporcionando as atividades econômicas praticas nesta. Infelizmente ainda há uma grande dependência econômica de programas assistenciais do Governo. Pois, muitas famílias desta comunidade contam como principal fonte renda o Bolsa Família. 

## Área da comunidade
De acordo com a Comissão Pró-Índio de São Paulo, a comunidade possui uma área de 385 hectare, o equivalente a 3850000 metros quadrados. Entre todas as comunidades quilombolas do município de Presidente Sarney, Bem posta é que possui a maior área de terra. E, é nesta área que grande parte das famílias quilombolas habitam e executam suas atividades de subsistência. 

## Cultura
Bem Posta é conhecida regionalmente pelo festejo realizado todos os anos no mês de Setembro. Tendo como principal atração, a festa de devoção ao santo padroeiro local, Santo Antônio. Além da festa de devoção nesse período, a comunidade, ao longo do ano, realiza Festa Junina, Bumba meu boi, vaquejada e tambor de crioula. Todas essas celebrações representam o fortalecimento da cultura regional maranhense e quilombola. 

## Saúde
A comunidade possui uma Unidade Básica de Saúde (UBS). É um estabelecimento que executa serviços básicos de saúde na localidade. Esta unidade atende tanto a demanda da comunidade de Bem Posta quanto à de outras que estão nas proximidades. 

## Educação
Nesta comunidade, há a escola Dr. José de Castro Gomes. Esta é uma escola pública municipal, cujo ensino vai da pré-escola ao ensino fundamental. Da mesma forma como a UBS, essa escola também atende alunos de comunidades próximas a ela. Os alunos que demandam o ensino médio deslocam-se por meio de ônibus escolar até a cidade de Presidente Sarney. A escola mencionada, por está inserida em comunidade quilombola, conta uma porcentagem maior na alimentação escolar de acordo com Fundo Nacional de Desenvolvimento da Educação (FNDE/MEC). Esta porcentagem a mais é essencial para o desempenho escolar do aluno. Pois auxilia no desenvolvimento físico e intelectual de crianças e adolescentes.